# Andrei Bernevig
Bogdan Andrei Bernevig (* 1978 in Bukarest) ist ein rumänischer theoretischer Festkörperphysiker, er war zeitweise Wissenschaftliches Mitglied und Direktor am Max-Planck-Institut für Mikrostrukturphysik in Halle an der Saale.
Andrei Bernevig nahm als Jugendlicher 1994 bis 1997 an der Physik-Olympiade in Bukarest teil (und gewann internationale Gold- und Silbermedaillen). Er studierte an der Stanford University (Bachelor-Abschluss in Physik und Master-Abschluss in Mathematik 2001), wurde bei Shoucheng Zhang an der Stanford University promoviert. Als Postdoktorand kam er an das Zentrum für Theoretische Physik der Princeton University, wurde dort 2009 zum Assistant Professor und 2014 zum Associate Professor berufen.
2018 erhielt Bernevig eine Alexander-von-Humboldt-Professur, mit der er an die Freie Universität Berlin und im Nebenamt an das Max-Planck-Institut für Mikrostrukturphysik in Halle berufen wurde, wo er Leiter der Abteilung Theorie wurde. Aus dem MPI für Mikrostrukturphysik schied er alsbald wieder aus. Bernevig kehrte an die Universität Princeton zurück, nunmehr als (ordentlicher) Professor für Physik.
Er befasst sich mit Anwendung der Topologie in der Festkörperphysik, zum Beispiel im fraktionalen Quantenhalleffekt, und neuartigen topologischen Materialien (Topologische Isolatoren, topologische Supraleiter) und Spintransport bzw. Spintronik. Mit Shoucheng Zhang schlug er 2005 die prinzipielle Realisierung von Quantum Spin Hall Zuständen (siehe Quantenhalleffekt) in Systemen mit Spin-Bahn-Kopplung vor (nachgewiesen 2007 durch eine Gruppe um Laurens W. Molenkamp) und 2006 mit Taylor Hughes und Zhang einen allgemeinen Mechanismen für topologische Isolatoren vor und speziell dessen Realisierung in Quantentöpfen aus Quecksilber-Tellurid.
Er befasst sich auch mit eisenhaltigen Hochtemperatursupraleitern und sagte dort s-Wellen-Paarung voraus.
Für 2016 erhielt Bernevig den New Horizons in Physics Prize. 2014 erhielt er den Sackler-Preis, 2017 ein Guggenheim-Stipendium. 2019 erhielt er den James C. McGroddy Prize for New Materials der American Physical Society. Für 2023 wurde Bernevig der CMD Europhysics Prize zugesprochen.

## Schriften
- mit J. D. Koralek, C. P. Weber, J. Orenstein, Shoucheng Zhang, S. Mack, D. D. Awschalom: Emergence of the persistent spin helix in semiconductor quantum wells, Nature, Band 458, 2009, S. 610–613
- mit Kangjun Seo, Jiangping Hu:  Pairing Symmetry in a Two-Orbital Exchange Coupling Model of Oxypnictides, Phys. Rev. Lett., Band 101, 2008, S. 206404
- mit D. Giuliano,  R. B. Laughlin Spinon Attraction in Spin- 1/2 Antiferromagnetic Chains, Phys. Rev. Lett., Band 86, 2001, S. 3392–3395 *mit M. Parish, Jiangping Hu: Experimental Consequences of the S-wave Superconductivity in the Iron-Pnictides, Phys. Rev. B 78, 2008, S. 144514
- mit Taylor L. Hughes, Shou-Cheng Zhang: Quantum Spin Hall Effect and Topological Phase Transition in HgTe Quantum Wells, Science, Band 314, 2006, S. 1757
- mit F. Duncan M. Haldane: Fractional Quantum Hall Effect and Jack Polynomials, Phys. Rev. Lett., Band 100, 2008, S. 246802
- mit J. Orenstein, S.-C. Zhang: Exact SU(2) Symmetry and Persistent Spin Helix in a Spin-Orbit Coupled System, Phys. Rev. Lett., Band 97, 2006, S. 236601
- mit S.-C. Zhang: Quantum Spin Hall Effect, Phys. Rev. Lett., Band 96, 2006, S. 106802
- mit  T. Hughes, S.-C. Zhang: Orbitronics: The Intrinsic Orbital Current in p-Doped Silicon, Phys. Rev. Lett. 95, 2005, S. 066601
- mit S.-C. Zhang: Intrinsic Spin Hall Effect in the Two Dimensional Hole Gas, Phys. Rev. Lett. 95, 2005, S. 016801
- mit X. Yu, S.-C. Zhang: Maxwell Equation for the Coupled Spin-Charge Wave Propagation,  Phys. Rev. Lett. 95, 2005, S. 076602
- mit J. Hu, N. Toumbas, S.-C. Zhang: Eight-Dimensional Quantum Hall Effect and "Octonions", Phys. Rev. Lett. 91, 2003, S. 236803
- mit Robert B. Laughlin, D. I. Santiago: Magnetic Instability in Strongly Correlated Superconductors, Phys. Rev. Lett. 91, 2003, S. 147003